# Кравчук Леонід Васильович
Леонід Васильович Кравчук (24 квітня 1947, с. Припутні, Ізяславський район, Кам'янець-Подільська область, Українська РСР, СРСР — 15 червня 2021) — український військовий діяч та педагог, генерал-майор, кандидат військових наук, доцент. Начальник Київського військового ліцею імені Івана Богуна (1999—2008). Майстер спорту з військового триборства.

## Біографія
Народився 24 квітня 1947 році на Хмельниччині.
Закінчив Київське вище загальновійськове командне училище, Військову академію[яку?] у 1976 році, заочно — ад'юнктуру. У 1989 році — оперативно-стратегічний факультет Військової академії протиповітряної оборони Сухопутних військ імені Маршала Радянського Союзу Василевського О.М. (Київ).
З 1999 року по 2008 рік — начальник Київського військового ліцею імені Івана Богуна
Голова Піклувальної ради Київського військового ліцею імені Івана Богуна.
Помер 15 червня 2021 року на 75-му році життя.

## Нагороди та відзнаки
- Заслужений працівник освіти України (4 грудня 2006) — за вагомий особистий внесок у зміцнення обороноздатності і безпеки України, зразкове виконання військового обов'язку та з нагоди 15-ї річниці Збройних Сил України[2]
- Почесна відзнака Президента України[яка?]
- Іменна вогнепальна зброя[яка?]
- Відомчі заохочувальні відзнаки Міністерства оборони «Знак пошани», «Ветеран військової служби», «10 років Збройним Силам України», «15 років Збройним Силам України»
- Медалі «Ветеран Збройних сил СРСР», «50 років Збройних Сил СРСР», «60 років Збройних Сил СРСР», «70 років Збройних Сил СРСР»